# گرگ لوسی
گرگ لوسی (انگلیسی: Greg Losey; ۹ فوریهٔ ۱۹۵۰ – ۲۶ فوریهٔ ۲۰۰۲) ورزشکار پنج‌گانه مدرن اهل ایالات متحده آمریکا بود.
وی در مسابقات کشوری و بین‌المللی در مجموع برندهٔ ۱ مدال نقره شده‌است.